# 赖因哈德·泽尔滕
赖因哈德·泽尔滕（德語：Reinhard Selten，1930年10月5日—2016年8月23日），德国波恩大学教授，数学家、經濟學家，世界语者。1994年獲诺贝尔经济学奖。

## 生平
1930年出生於當時屬於德國的布雷斯勞。布雷斯勞的文化極多元，曾被普魯士、德國、波希米亞、奧國占領，在波茨坦宣言之後才回歸波蘭，現名弗羅茲拉夫。泽尔滕於1951年入法蘭克福大學，主修數學，並於1957獲得該校之數學碩士，更於1961年獲得同校數學博士。其受雇該校數學教授Heinz Sauermann，開拓了他對賽局理論的視野。他與约翰·福布斯·纳什、约翰·海萨尼获得了1994年诺贝尔经济学奖。2016年8月23日逝世於波蘭波茲南，終年85歳。
泽尔滕教授先后任教于伯克利大学，柏林自由大学，比勒费尔德大学和波恩大学。